# Oldbury Camp
Oldbury Camp är ett slott i Storbritannien.   Det ligger i grevskapet Warwickshire och riksdelen England, i den södra delen av landet, 150 km nordväst om huvudstaden London. Oldbury Camp ligger 177 meter över havet.
Terrängen runt Oldbury Camp är huvudsakligen platt. Oldbury Camp ligger uppe på en höjd. Runt Oldbury Camp är det mycket tätbefolkat, med 1 573 invånare per kvadratkilometer. Närmaste större samhälle är Coventry, 15,9 km söder om Oldbury Camp. Trakten runt Oldbury Camp består till största delen av jordbruksmark.